# Chocznia
Chocznia – wieś w Polsce, położona w województwie małopolskim, w powiecie wadowickim, w gminie Wadowice.
W latach 1954–1954 istniała gmina Chocznia. W latach 1954–1972 wieś należała i była siedzibą władz gromady Chocznia. W latach 1975–1998 miejscowość administracyjnie należała do województwa bielskiego.

## Geografia
Powierzchnia wsi obejmuje 2049 ha, co stanowi ponad 18% obszaru gminy Wadowice. 73% powierzchni Choczni zajmują użytki rolne, lasy wraz z gruntami leśnymi stanowią 14% powierzchni miejscowości, a tereny zabudowane 7%.
Chocznia jest położona na pograniczu Pogórza Wielickiego i wschodniej części Beskidu Małego, nad potokami Choczenką (dopływ Skawy) i Konówką (dopływ Choczenki), przy drodze krajowej nr 52 Kraków – Bielsko-Biała. Graniczy z miastem Wadowice i wsiami: Zawadka, Ponikiew, Kaczyna, Inwałd, Frydrychowice oraz Tomice. Najwyżej położony punkt Choczni znajduje się na wysokości 577,6 m (wyższy z dwóch szczytów góry Bliźniaki na granicy z Ponikwią), a najniższy punkt umiejscowiony jest w dolinie Choczenki przy granicy z Wadowicami (wysokość 266 m).
| osada      | Górnica |
| przysiółki | Baranciak, Patryja, Przy Góralskiej Drodze, Przy Parku, Stawy |
| części wsi | Chocznia Dolna, Chocznia Górna, Dział Choczeński, Morgi, Na Granicy, Pagórek Komani, Pagórek Malatowski, Pod Lasem, Przy Białej Drodze, Przy Gościńcu, Ramendowskie, Rogatka, Sołtystwo, Zarębki, Zawale |

## Historia
Miejscowość położona u stóp Beskidu Małego została założona prawdopodobnie na początku XIV wieku. Pochodzenie nazwy miejscowości nie jest jednoznacznie wyjaśnione. Pierwsza wzmianka w 1355 dotyczy dziesięciny papieskiej uiszczanej przez proboszcza parafii Choczna, w miejscowości utraque Choczna. Użycie przymiotnika utraque (łac. obie) oznacza, że funkcjonowało już rozróżnienie na dwie wsie: późniejsze Chocznia Dolna i Górna.
Chocznia należała wówczas do księstwa oświęcimskiego, będącego lennem królestwa Czech. W 1440 Chocznia zostaje zakupiona przez poddanego polskiego Mikołaja Serafina, który w 1444 zobowiązał się do podporządkowania jej zamkowi w Barwałdzie.
W 1462 na mocy układu pomiędzy królem polskim Kazimierzem Jagiellończykiem, a królem czeskim Jerzym z Podiebradu, zamek barwałdzki wraz z między innymi Chocznią znalazł się ostatecznie pod zwierzchnictwem polskim. Odtąd do czasu rozbiorów Chocznia była dobrem królewskim należącym do starostwa barwałdzkiego, w przeciwieństwie do sąsiednich miejscowości przynależących najpierw do księstwa, a potem starostwa zatorskiego. Począwszy od końca XV wieku do Choczni napływała nowa fala osadników, osiedlanych na prawie wołoskim w systemie zarębkowym, poza terenem dotychczasowej wsi (w Nowej Choczni lub Chocynie). Ślady tego osadnictwa przetrwały w nazwiskach współczesnych Chocznian i nazwach miejscowych (Osiedle Malatowskie, Komanie, Ramendowskie, Zarąbki). Rejestr skarbowy z 1581 wspomina, że Chocznię zamieszkiwało wówczas ok. 200 mieszkańców, a wieś posiadała kościół, przy którym istniała szkółka. W 1582 król Stefan Batory nadał chłopu z Choczni- Grzegorzowi Scurzykowi (Szczurowi) za zasługi poniesione w bitwie pod Pskowem wydzieloną część gruntów choczeńskich, określanych jako majątek sołtysi lub wybraniecki. Odrębność tego majątku, pozostającego w rękach różnych właścicieli, utrzymała się aż do XX wieku. W XVII i XVIII wieku mieszkańcy wsi cierpieli z powodu rekwizycji woskowych na rzecz toczonych przez Polskę wojen ze Szwedami, Turkami, Kozakami itp. Nadużyć i gwałtów dopuszczało się też wojsko królewskie stacjonujące podczas zim we wsi, na rzecz którego Chocznianie zobowiązani byli zabezpieczyć bezpłatne kwatery i żywność, teoretycznie opłacaną z żołdu. Mieszkańcy ponosili także liczne obciążenia na rzecz starostwa, których wysokość była uzależniona od ich statusu majątkowego (Pańszczyzna) oraz na rzecz probostwa. Wzrost obciążeń i chaos towarzyszący licznym wojnom sprzyjały zbiegostwu chłopów z Choczni na tereny Węgier (Orawa) i Śląska oraz silny rozwój zbójnictwa. Najbardziej znanym zbójnikiem z Choczni był Wawrzek (Wawrzyniec) Wcisło. Większość Chocznian w XVII i XVIII wieku posiadała spory zakres wolności osobistej (swoboda w sprawie zawierania małżeństw, a przede wszystkim obrotu ziemią – jej sprzedaży, zakupu, dziedziczenia czy zastawiania, choć bez formalnego prawa własności). Duże uprawnienia posiadał również wiejski samorząd, na którego czele stał wójt. Lustracja dóbr królewskich z 1765 wykazała istnienie w Choczni 46 ról, 4 zagród i 8 pomiarów przynoszących skarbowi koronnego dochód w wysokości 3400 ówczesnych złotych.
Po pierwszym rozbiorze Polski w 1772 Chocznia znalazła się pod panowaniem Austrii. W 1776 rząd austriacki sprzedał starostwo barwałdzkie wraz z Chocznią Franciszkowi Ksaweremu Branickiemu za 40 000 złotych reńskich. Tym samym Chocznia stała się dziedzicznym dobrem szlacheckim. W 1781 Branicki odsprzedał Chocznię Janowi Biberstein Starowieyskiemu. W 1785 przeprowadzono po raz pierwszy w Choczni urzędowy spis gruntów dla celów katastralnych (Metryka Józefińska). Według tego spisu w Choczni znajdowały się wówczas 154 chałupy zamieszkałe przez 168 rodzin i jedna stara karczma. Ludność (łącznie z Kaczyną) wynosiła 1368 osób. Pod względem struktury użytkowania 92% gruntów przypadało na chłopów, 4% na właścicieli majątku sołtysiego (Duninów), a po 2% na plebana i właściciela wsi. Całość gruntów podzielona była na 9 niw. Spis wykazywał ponadto istnienie w Choczni 3 lasów (dworskiego, sołtysiego i gromadzkiego).

W tym okresie (lata 80. XVIII wieku) przeprowadzono również przez wieś pocztowy trakt cesarski, łączący stołeczny Wiedeń ze Lwowem, stolicą Galicji i Lodomerii (obecna droga krajowa nr 52).

Pierwsza połowa XIX wieku oznaczała dla Choczni wybuchające co kilka lat epidemie cholery i tyfusu, epidemię pryszczycy u bydła, klęski nieurodzaju i głodu, pożary, wylewy Choczenki oraz przeludnienie i rozdrobnienie gospodarstw. W latach 20. XIX wieku zaczęto uprawiać w Choczni ziemniaki, które szybko stały się podstawową wyżywienia miejscowych rodzin. W 1848 mieszkańcy Choczni uzyskali prawa własnościowe do uprawianej ziemi (uwłaszczenie) oraz prawo głosu w wyborach do wiedeńskiego parlamentu. W tym samym roku w Choczni utworzono szkołę parafialną. Najtragiczniejsza w skutkach epidemia cholery nawiedza Chocznię w latach 1852–1855. Z tego okresu pochodzi usytuowany z dala od wsi cmentarz choleryczny (tak zwana Boża Męka). W drugiej połowie XIX wieku pojawiają się w Choczni pierwsze domy murowane. W 1880 utworzono w Choczni nowy cmentarz, trzeci po przykościelnym i cholerycznym. Następuje aktywizacja mieszkańców wsi, duże poparcie ma tworzący się ruch ludowy. Po 1880 powszechne stało się używanie nafty do oświetlenia domów. W 1883 zakończono budowę nowego kościoła, a w 1886 wieży kościelnej. W 1888 doszło do otwarcia przebiegającej przez Chocznię linii kolejowej. W 1889 zawiązano w Choczni kółko rolnicze, dzięki któremu wprowadzono szereg ważnych innowacji, ułatwiających oraz przyspieszających prace w gospodarstwie i zwiększających plony. Przy kółku rolniczym powstała czytelnia ludowa pod protektoratem Stowarzyszenia Oświaty Ludowej. W 1892 utworzono w Choczni ochotniczą straż pożarną. Chocznia była także w tym okresie silnym ośrodkiem tkactwa, miejscowi płóciennicy przynależeli do cechu w Andrychowie. W 1893 otwarto w Choczni przystanek kolejowy. W 1895 Antoni Styła, jeden z organizatorów ruchu ludowego w Choczni, został wybrany jako poseł chłopski do parlamentu krajowego we Lwowie. W 1905 rozpoczęto regulację Choczenki, a w 1908 zapadła decyzja o budowie szkoły o 8 salach lekcyjnych w dolnej części wsi i o 2 salach w Górnej Choczni. Budowa trwała 3 lata i została wykonana rękoma mieszkańców wsi, co było pierwszym tego typu przypadkiem w Galicji. Od 1909 działała na terenie Choczni Kasa Stefczyka. W 1911 zawiązano we wsi towarzystwo gimnastyczne „Sokół”, rozwijające idee sportu na wsi. Siedzibą „Sokoła” był wybudowany z darowizn Chocznian Dom Ludowy, w którym mieścił się też teatr ludowy, chór i biblioteka. Duże zasługi w wymienionych wyżej działaniach mieli oprócz Antoniego Styły ówczesny wójt Maksymilian Malata i Adam Ruliński. W czasie I wojny światowej (jesień 1914) w Choczni przez kilka tygodni stacjonowała I Brygada Legionów Polskich, utrzymywana przez miejscowych gospodarzy, a także grupa kilkudziesięciu osób ewakuowanych z terenów objętych działaniami wojennymi (1915). Po wojnie Chocznia była nadal silnym punktem ruchu ludowego. W 1918 Chocznię dotyka epidemia hiszpanki, a następnie czerwonki. Po I wojnie światowej wieś wchodzi w skład województwa krakowskiego II Rzeczypospolitej. W 1922 z inicjatywy wójta Józefa Putka powstało we wsi Chłopskie Towarzystwo Wydawnicze, wydające „Chłopski Sztandar”. W 1923 powołano do istnienia orkiestrę dętą ochotniczej straży pożarnej, w 1926 założono we wsi urząd pocztowy, a w latach 1927-29 wzniesiono systemem gospodarczym budynek Domu Katolickiego. W 1929 wprowadzono w Choczni prohibicję, zgodnie z wynikami plebiscytu mieszkańców. Trudna sytuacja ekonomiczna powodowała nasilenie emigracji do Niemiec, Francji i USA. Do 1933 Chocznia stanowiła samodzielną gminę, później weszła w skład zbiorczej gminy wiejskiej Wadowice. II wojna światowa zaczęła się w Choczni 3 września 1939 ostrzałem i bombardowaniem, wskutek których zginęło 29 osób. 4 września do wsi wkroczyły wojska niemieckie. Chocznia włączona została bezpośrednio do III Rzeszy, a jej mieszkańcy podlegali sukcesywnym wysiedleniom (głównie na Lubelszczyznę i Kielecczyznę), począwszy od grudnia 1940.
Na ich miejsce sprowadzano niemieckich osadników. Okupant zniszczył w Choczni 150 budynków mieszkalnych, a ponad 200 przebudował na cele gospodarcze. Miejscem kaźni dla podejrzewanych o współpracę z partyzantką był tak zwany Księży Las. 26 stycznia 1945 do wsi wkroczyły  oddziały Armii Czerwonej. W latach 1946–1954 Chocznia była ponownie siedzibą gminy Chocznia. W tym czasie usuwano negatywne skutki wojny, dokonano elektryfikacji wsi (do 1951). Rozwijał się autentyczny ruch spółdzielczy. Podstawą utrzymania Chocznian oprócz pracy na roli była praca w zakładach przemysłowych Wadowic i Andrychowa, a także w kopalniach węgla kamiennego. W 1975 po reformie administracyjnej Chocznia znalazła się w województwie bielskim. W 1987 oddano do użytku ochotniczej straży pożarnej nowy Dom Strażaka. W latach 90. XX wieku nastąpiła znaczna poprawa infrastruktury wsi. Podłączono wodociąg i kanalizację, rozbudowano sieć telefoniczną i gazową oraz częściowo dokonano oświetlenia ulic. W 1998 do użytku został przeznaczony nowy budynek Zespołu Szkół nr 1 im. Tadeusza Kościuszki, do którego w 2003 dobudowano salę gimnastyczną.

## Zabytki
Obiekt wpisany do rejestru zabytków nieruchomych województwa małopolskiego.
- Kościół pw. Narodzenia św. Jana Chrzciciela;
- budynek „starej szkoły”, ul. Główna 1a.

Inne
- Dwa pomniki przyrody ożywionej: lipa drobnolistna o obwodzie pnia 370 cm i klon jawor o obwodzie pnia 270 cm.

## Kultura
Oprócz placówek oświatowych działalność kulturalną na terenie Choczni prowadzi również filia biblioteki publicznej z Wadowic i ochotnicza straż pożarna, przy której funkcjonuje orkiestra dęta, wielokrotnie nagradzana na festiwalach i przeglądach orkiestr strażackich. W 2007 roku orkiestra skupiała 47 członków.

## Ludność
W 2008 Chocznię zamieszkiwało 5688 osób, w tym 2921 kobiet i 2767 mężczyzn, co klasyfikowało ją na drugim miejscu w gminie po Wadowicach pod względem liczby ludności. Liczba mieszkańców Choczni sukcesywnie wzrasta – o 400 osób w ciągu ośmiu lat, pomiędzy 2000 a 2008 rokiem.
Według etnografów Chocznia leży na granicy wpływów dwóch dużych grup etnograficznych – Krakowiaków i Górali. Jej mieszkańcy oprócz języka ogólnopolskiego używają nierzadko dialektu małopolskiego, posługując się na co dzień wyrażeniami regionalnymi typowych zarówno dla mieszkańców pogórza (Krakowiaków), jak i gór (beskidzkich Górali). Męski i żeński strój ludowy zaniknął w pierwszej połowie XIX wieku, choć niektóre jego elementy utrzymały się do II połowy XX wieku.

## Gospodarka i infrastruktura
W 2007 na terenie Choczni miało siedzibę 328 firm, przede wszystkim usługowych prowadzonych przez osoby fizyczne, natomiast działalność rolniczą prowadziło 521 gospodarstw rolnych. Były to głównie gospodarstwa indywidualne małoobszarowe do 2 ha (64% ogółu), gospodarstwa od 2 do 5 ha (33% ogółu) oraz gospodarstwa ogrodnicze. Długość rozdzielczej sieci wodociągowej na terenie Choczni wynosi 23,9 km, do wodociągu wykorzystującego ujęcie wody w Wadowicach podłączonych jest 86% gospodarstw domowych (2008). Natomiast długość sieci kanalizacyjnej w Choczni wynosi 27,8 km (2009), skanalizowanych jest prawie 35% domów. Ścieki z terenu miejscowości odprowadzane są do oczyszczalni ścieków w Wadowicach. Siecią elektryczną jest objęty cały obszar miejscowości. Długość sieci gazowej w Choczni wraz z przyłączami wynosi 73,9 km (2008). W zakresie gospodarki odpadami należy wymienić umiejscowione w Choczni składowisko odpadów oddane do eksploatacji w 1999.
Infrastrukturę drogową w Choczni stanowi 41 km dróg (krajowych, powiatowych i gminnych) o różnej nawierzchni. Przez Chocznię przebiega również linia kolejowa z Kalwarii do Bielska-Białej.

Na terenie Choczni znajduje się ponadto jedna stacja benzynowa i filia urzędu pocztowego z Wadowic.

## Oświata
Na terenie Choczni znajdują się dwie szkoły:
- Szkoła Podstawowa nr 1 im. Tadeusza Kościuszki
- Szkoła Podstawowa nr 2 im. św. Królowej Jadwigi

W roku szkolnym 2008/2009 uczęszczało do nich łącznie 557 miejscowych uczniów kształconych przez 62 nauczycieli. Dzieci przedszkolne mają możliwość uczestniczenia w zajęciach publicznego przedszkola.

## Ochrona zdrowia
Na terenie miejscowości Chocznia znajdowały się w 2007 dwie niepubliczne placówki ochrony zdrowia. W zakresie specjalistycznej opieki medycznej mieszkańcy Choczni korzystają głównie z przychodni i szpitala powiatowego położonych w Wadowicach.

## Sport i rekreacja
W Choczni działa od 1990 Ludowy Klub Sportowy Olimpia Chocznia, prowadzący sekcje piłki nożnej, piłki siatkowej oraz tenisa stołowego. Na terenie sołectwa znajdują się dwa boiska do piłki nożnej, boisko do koszykówki, dwie szkolne hale sportowe i stadnina koni dostępna dla miłośników jazdy konnej. W Choczni istnieją dogodne warunki do uprawiania turystyki pieszej, rowerowej i konnej, a w zimie narciarstwa biegowego.

## Religia
- Parafia rzymskokatolicka św. Jana Chrzciciela.

## Osoby związane z miejscowością
- Józef Putek – wójt gminy Chocznia, poseł na sejm.

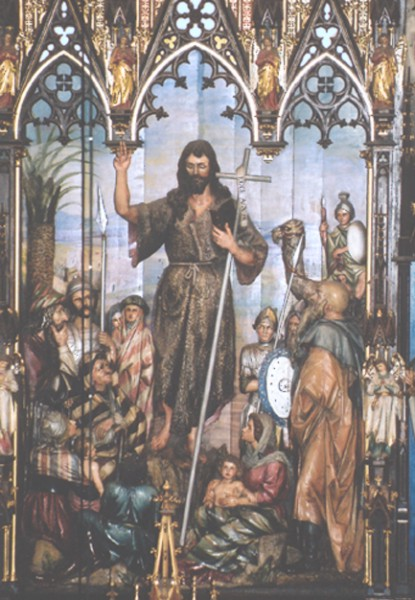
XIX-wieczny ołtarz św. Jana Chrzciciela w farze choczeńskiej
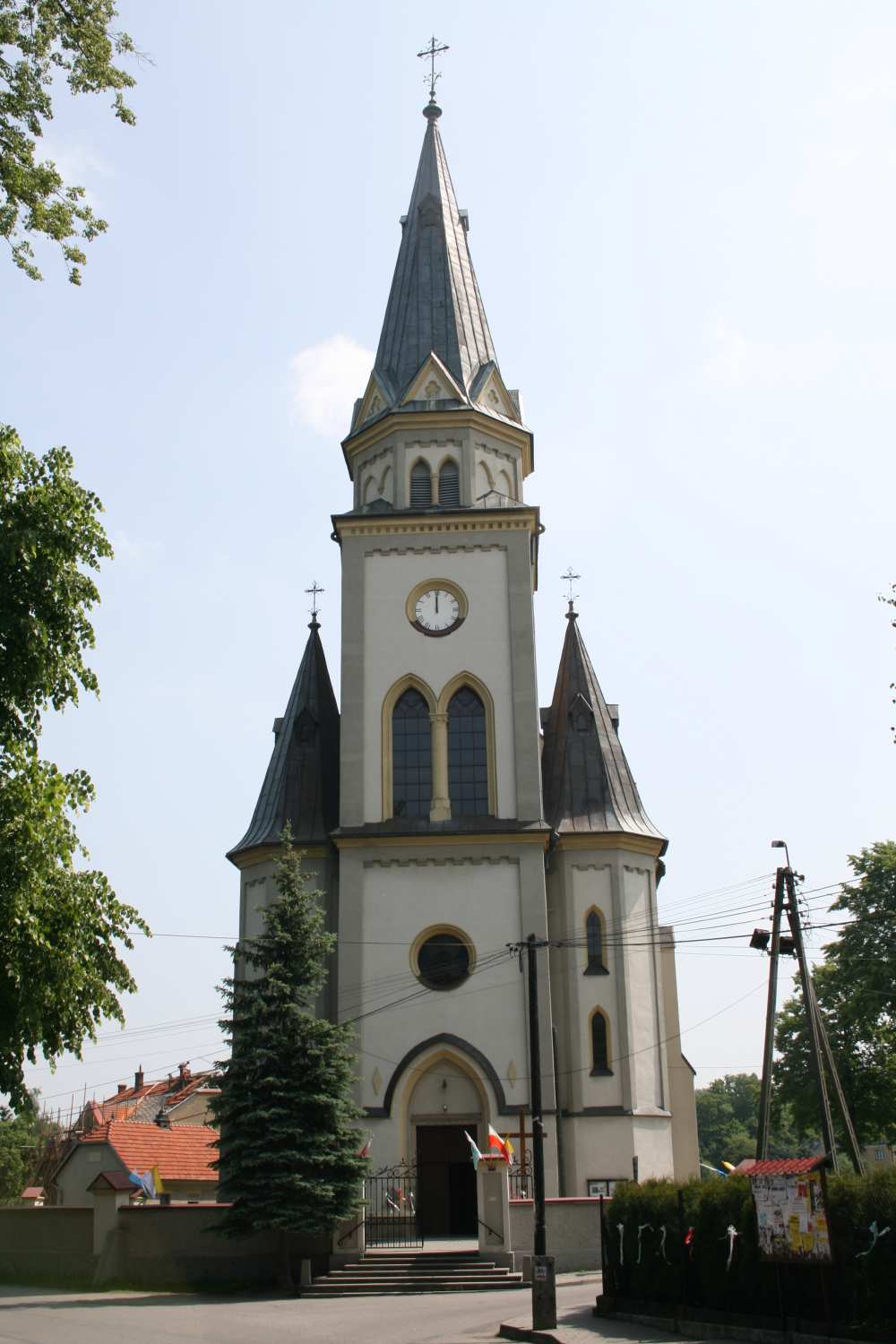
Kościół parafialny